# German Skurygin
German Skurygin (russe : Герман Скурыгин), né le 15 septembre 1963 à Vutno et mort le 28 novembre 2008 à Ijevsk, est un athlète russe spécialiste de la marche athlétique.

## Biographie
Il remporte le titre du 50 km marche lors des Championnats du monde 1999 mais est finalement disqualifié pour dopage. Il est suspendu par l'IAAF de 1999 à 2001. En 2002, German Skurygin termine au pied du podium du 50 km marche des Championnats d'Europe de Munich, puis se classe deuxième de la Coupe du monde de marche, derrière son compatriote 	Aleksey Voyevodin. Il obtient le meilleur résultat de sa carrière dès l'année suivante en remportant à Tcheboksary la 5e édition de la Coupe d'Europe de marche. Il participe aux Championnats du monde 2003 de Paris où il se classe deuxième de l'épreuve du 50 km derrière le Polonais Robert Korzeniowski, améliorant à l'occasion le record de Russie en 3 h 36 min 42 s. Il met un terme à sa carrière sportive à l'issue de la saison 2005.
Il décède le 28 novembre 2008 d'une crise cardiaque.

## Palmarès
| Année | Compétition              | Lieu          | Résultat | Épreuve |
| ----- | ------------------------ | ------------- | -------- | ------- |
| 1993  | Championnats du monde    | Stuttgart     | 22e      | 50 km   |
| 1994  | Championnats d'Europe    | Helsinki      | 6e       | 50 km   |
| 1995  | Coupe du monde de marche | Pékin         | 18e      | 50 km   |
| 1999  | Coupe du monde de marche | Mézidon-Canon | 5e       | 50 km   |
| 2002  | Championnats d'Europe    | Munich        | 4e       | 50 km   |
| 2002  | Coupe du monde de marche | Turin         | 2e       | 50 km   |
| 2003  | Coupe d'Europe de marche | Tcheboksary   | 1er      | 50 km   |
| 2003  | Championnats du monde    | Paris         | 2e       | 50 km   |
| 2004  | Coupe du monde de marche | Naumburg      | 4e       | 50 km   |

## Records
| Épreuve      | Temps           | Date         | Lieu              |
| ------------ | --------------- | ------------ | ----------------- |
| 20 km marche | 1 h 22 min 12 s | 11 juin 1988 | Saint-Pétersbourg |
| 50 km marche | 3 h 36 min 42 s | 27 août 2003 | Paris             |